# Reserva natural de la defensa Punta Buenos Aires
La reserva natural de la defensa Punta Buenos Aires (o reserva natural militar Punta Buenos Aires) es una de las áreas protegidas desarrolladas en terrenos militares de Argentina.
Está ubicada en el Campo Los Abanicos de la Armada Argentina al nordeste de la provincia del Chubut, en el departamento Biedma. Se halla en el sector norte de la península Valdés, presentando costas del mar argentino del océano Atlántico, en una región característica de la Patagonia argentina.

## Primitivos habitantes

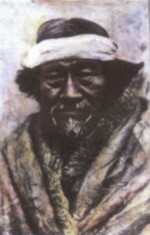
La parcialidad Guénena-kéne de la etnia amerindia de los tehuelches eran las primitivos habitantes de esta región.

Cazadores de la parcialidad Guénena-kéne, de la etnia amerindia de los tehuelches o patagones fue la que primitivamente habitó en esta región, explotando los recursos biológicos que el área les deparaba. Se alimentaban de aves y mamíferos terrestres y marinos.

## Características generales
Comprende el llamado campo «Los Abanicos», en la boca del golfo San José (el que la limita por el sur) siendo bañada también por el golfo San Matías, por el norte. Se encuentra localizada en las coordenadas: 42°14′19.31″S 64°22′43.69″O / -42.2386972, -64.3788028.
Cuenta con una superficie de unas 7000 ha de propiedad de la Armada Argentina, la que custodia el predio a través del Apostadero Naval Puerto Madryn, dependiente del Comando del Área Naval Atlántica, el que mantienen en el área en forma permanente una guardia de 2 hombres. Forma parte del área natural protegida Península Valdés, ámbito de conservación administrado por la provincia del Chubut y declarado Patrimonio Mundial Natural por la Unesco. Antes de formarse el área protegida, el área fue empleada por la Armada para la práctica de ejercicios navales, por lo que es posible encontrar restos de proyectiles y otros desechos militares. El accidente geográfico más notable es la punta Buenos Aires, en cuyo extremo se sitúa el faro homónimo.
Originalmente, mediante un decreto del presidente Juan Domingo Perón en abril de 1949, este campo fue reservado para el Ministerio de Marina. Posteriormente, la propiedad fue inscripta en el Registro de la Propiedad de la provincia del Chubut. Ha sido utilizado por la Armada Argentina en el adiestramiento de su personal naval, tanto los de la Flota de Mar como los de la Agrupación de Buzos Tácticos, para la actividad de estos últimos la importante claridad que presentan las aguas de ambos golfos constituye un valor fundamental.  
Durante el siglo XX también se desarrollaron actividades económicas, centradas en la explotación ovina —mediante contratos de pastaje— y la captura y procesamiento de pinnípedos, desde el año 1920. 
En razón de sus características singulares, diversas instituciones científicas y ONG relacionadas con la conservación de la naturaleza, lo utilizan desde hace décadas en tareas de campo de proyectos de investigación científica, manteniendo una buena interacción con la Jefatura del Apostadero Naval, quien coordina el acceso de los investigadores.
En el área ya se han realizado estudios sobre la geología de sus costas, su patrimonio arqueológico, paleontológico e histórico-cultural. Una de las primeras medidas que se tomaron para adaptar el área a los fines conservacionistas fue la de finalizar contrato de pastaje y retirar la totalidad de las ovejas el 3 de febrero de 2008, lo que redundó en la recuperación de la vegetación nativa, constituyéndose así en el segundo campo de toda la península en estar completamente libre de ganadería.

## Creación de la reserva natural de la defensa
La posibilidad de que los territorios asignados a las Fuerzas Armadas argentinas pudieran tener paralelamente una misión en la protección del patrimonio biológico ha sido un anhelo de la comunidad conservacionista de ese país durante décadas. Gestiones de varias ONGs permitieron acercar posiciones y el 14 de mayo de 2007 se firmó el Convenio Marco de Cooperación entre el Ministerio de Defensa y la Administración de Parques Nacionales, por el cual se crearon las reservas naturales de la defensa. Este acuerdo permite declarar Espacio de Interés para la Conservación de la Biodiversidad (ENIC) a los territorios de las fuerzas armadas que poseen interés conservacionista, espacios naturales que pasan a ser administrados de forma conjunta por ambas jurisdicciones. Para cada reserva se deben constituir comités locales de gestión. Hasta que no se lo indique en el Plan Rector, las visitas del público en general están vedadas.
La reserva natural de la defensa Punta Buenos Aires fue creada el 12 de septiembre de 2008 mediante el protocolo adicional n.º 1 al Convenio Marco de Cooperación entre el Ministerio de Defensa y la Administración de Parques Nacionales firmado por el Ing. Agr. Héctor Espina (presidente del Directorio de Parques nacionales) y el almirante Jorge Omar Godoy (jefe de Estado Mayor General de la Armada Argentina). Para optimizar la coordinación entre la Administración de Parques Nacionales y la Armada Argentina, esta posicionó en el área un profesional técnico superior en conservación de la naturaleza y áreas naturales protegidas.   
En lo que respecta a la Administración de Parques Nacionales, la reserva natural depende de la intendencia del parque interjurisdiccional marino costero Patagonia Austral con sede en la localidad de Camarones.

## Riqueza biológica
Ecorregionalmente pertenece a la zona de ecotono entre las ecorregiones terrestres del monte de llanuras y mesetas —que se extiende hacia latitudes menores— y la de la estepa patagónica, la que alcanza en la zona el extremo nordeste de su distribución.
Las aguas que la bañan se incluyen en la ecorregión marina golfos norpatagónicos.

### Flora
Según la clasificación de Ángel Lulio Cabrera, fitogeográficamente pertenece al área de ecotono entre el distrito fitogeográfico del monte de llanuras y mesetas de la provincia fitogeográfica del monte y el «subdistrito fitogeográfico patagónico central chubutense» del distrito fitogeográfico patagónico central, de la provincia fitogeográfica patagónica. 
La vegetación se presenta en su mayor parte formando estepas graminosas con arbustos intercalados. Dominantes son el coirón amargo, el colapiche y el quilembay.

### Fauna
Son variados sus componentes faunísticos. Entre los peces destaca una importante población del salmón de mar.
Mamíferos
En temporada reproductiva, sus costas son asiento de colonias de lobos marinos de un pelo y de elefantes marinos del sur. En la estepa arbustiva habitan el zorro gris chico (Lycalopex griseus), el zorro colorado patagónico (Lycalopex culpaeus magellanicus), el gato montés (Leopardus geoffroyi), el zorrino patagónico (Conepatus humboldtii), el zorrino castaño del sur (Conepatus castaneus castaneus), el puma patagónico (Puma concolor puma), el guanaco austral (Lama guanicoe guanicoe), la mara patagónica (Dolichotis patagonum), el peludo (Chaetophractus villosus), el pichi patagónico (Zaedyus pichiy), etc.
Aves
Además de contar con la presencia de varias especies de aves marinas costeras, sus playas sirven como estación de descanso y alimentación, durante todo el año para las enormes migraciones que llegan allí todos los años de aves limícolas, tanto neárticas como patagónicas australes, como son los chorlos y playeros de las familias escolopácidos y carádridos, destacando el playero rojizo (Calidris canutus), la becasa de mar (Limosa haemastica), el playerito rabadilla blanca (Calidris fuscicollis), el playero blanco (Calidris alba), el vuelvepiedras (Arenaria interpres), etc.
También cuenta con una colonia reproductiva del gaviotín sudamericano.